# UFC on ESPN: Barboza vs. Chikadze
UFC on ESPN: Barboza vs. Chikadze（ユーエフシー・オン・イーエスピーエヌ：バルボーザ・バーサス・チカゼ、別名UFC on ESPN 30）は、アメリカ合衆国の総合格闘技団体「UFC」の大会の一つ。2021年8月28日、ネバダ州ラスベガスのUFC APEXで開催された。

## 大会概要
本大会はエジソン・バルボーザとギガ・チカゼのフェザー級戦、ブライアン・バトルとギルバート・ウルビナのThe Ultimate Fighter 29ミドル級トーナメント決勝、リッキー・トゥルシオスとブレイディ・ヒースタンドのThe Ultimate Fighter 29バンタム級トーナメント決勝が組まれた。

## 試合結果

### プレリミナリーカード
第1試合 140ポンド契約 5分3R
○  マーナ･マルティネス vs.  グイド・カネッティ ×
3R終了 判定2-1（29-28、28-29、29-28）
※マルティネスの体重超過によりバンタム級から変更
第2試合 フェザー級 5分3R
○  パット・サバティーニ vs.  ジャマル・エマース ×
1R 1:53 ヒールフック
第3試合 女子フライ級 5分3R
○  JJ・アルドリッチ vs.  バネッサ・デモポロス ×
3R終了 判定3-0（30-27、30-27、30-27）
第4試合 ライトヘビー級 5分3R
○  ダスティン・ジャコビー vs.  ダレン・スチュワート ×
1R 3:04 TKO（スタンドパンチ連打）
第5試合 ミドル級 5分3R
○  ウェリントン・トゥルマン vs.  サム・アルビー ×
3R終了 判定2-1（27-28、28-27、28-27）
第6試合 ミドル級 5分3R
○  アブドゥル・ラザク・アルハッサン vs.  アレッシオ・ディ・キリコ ×
1R 0:17 KO（右ハイキック）

### メインカード
第7試合 ミドル級 5分3R
○  ジェラルド・マーシャート vs.  マフムート・ムラドフ ×
2R 1:49 リアネイキドチョーク
第8試合 ミドル級 5分3R
○  アンドレ・ペトロスキー vs.  マイケル・ギルモア ×
3R 3:12 TKO（グラウンドの肘打ち）
第9試合 ウェルター級 5分3R
○  ダニエル・ロドリゲス vs.  ケビン・リー ×
3R終了 判定3-0（29-28、29-28、29-28）
第10試合 TUF 29バンタム級トーナメント決勝 5分3R
○  リッキー・トゥルシオス vs.  ブレイディ・ヒースタンド ×
3R終了 判定2-1（29-28、28-29、29-28）
第11試合 TUF 29ミドル級トーナメント決勝 5分3R
○  ブライアン・バトル vs.  ギルバート・ウルビナ ×
2R 2:15 リアネイキドチョーク
第12試合 フェザー級 5分5R
○  ギガ・チカゼ vs.  エジソン・バルボーザ ×
3R 1:44 TKO（左フック）

### 各賞
ファイト・オブ・ザ・ナイト：該当無し
パフォーマンス・オブ・ザ・ナイト：ギガ・チカゼ、ジェラルド・マーシャート、アブドゥル・ラザク・アルハッサン、パット・サバティーニ
各選手にはボーナスとして5万ドルが授与された。

### カード変更
負傷などによるカードの変更は以下の通り。